# Peter Wilhelm Lund

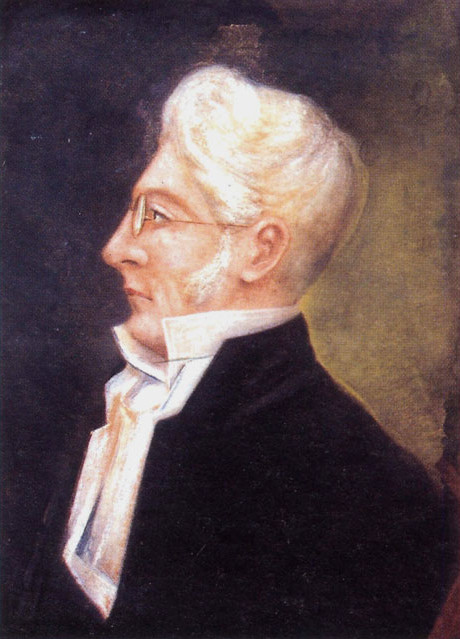
Peter Wilhelm Lund

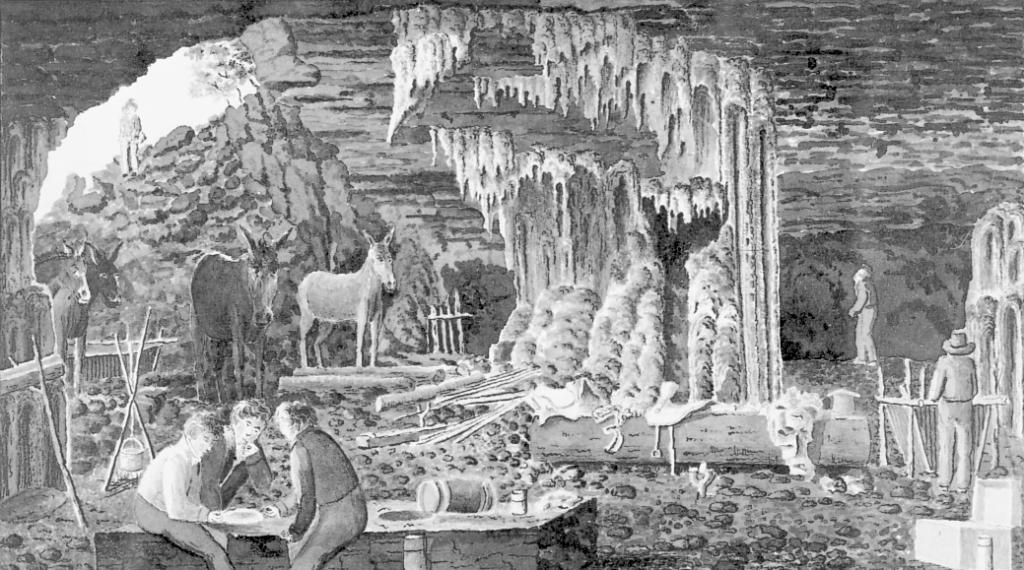
Peter Wilhelm Lund bei der Arbeit in der Tropfsteinhöhle Lappa do Mosquito nahe Lagoa Santa. Illustration von Peter Andreas Brandt.

Peter Wilhelm Lund (* 14. Juni 1801 in Kopenhagen; † 25. Mai 1880 in Lagoa Santa, Brasilien) war ein dänischer Zoologe und Paläontologe. Er gilt als Vater der brasilianischen Paläontologie.
Lund studierte Medizin in Kopenhagen und promovierte 1829 an der damals noch dänischen Christian-Albrechts-Universität zu Kiel. Ab 1833 sammelte er in Brasilien Fossilien. 1835 entdeckte er in der Gegend von Lagoa Santa Kalksteinhöhlen mit reichem Fundgut. Dieses zu sichern und zu bestimmen wurde sein Lebenswerk. Die nach ihm benannte Ortschaft Dr. Lund erinnert daran. Bei ihm war der norwegische Maler Peter Andreas Brandt (1792–1862), der ihn während seiner gesamten Arbeit als Illustrator unterstützte.
1843 entdeckte Lund über 10.000 Jahre alte versteinerte menschliche Überreste und löste damit eine Diskussion um die Besiedlung Südamerikas aus.
Er wurde am 21. April 1846 von König Christian VIII. von Dänemark mit der dänischen Verdienstmedaille Ingenio et arti ausgezeichnet.

## Schriften
- Physiologische Resultate der Vivisectionen neuerer Zeit. Eine von der Kopenhagener Universität gekrönte Preisschrift. Brummer, Kopenhagen 1825.
- Lütken, Christian Frederik: E Museo Lundii. En Samling af Afhandlinger om de i det indre Brasiliens Kalkstenshuler af ... P. V. Lund udgravede ... Dyre- og Menneskeknogler ... Udgivet af ... C. F. Lütken.  Kjøbenhavn, 1888.